# Puistola (Jyväskylä)
Puistola est un quartier de Jyväskylä en Finlande.

## Lieux et monuments

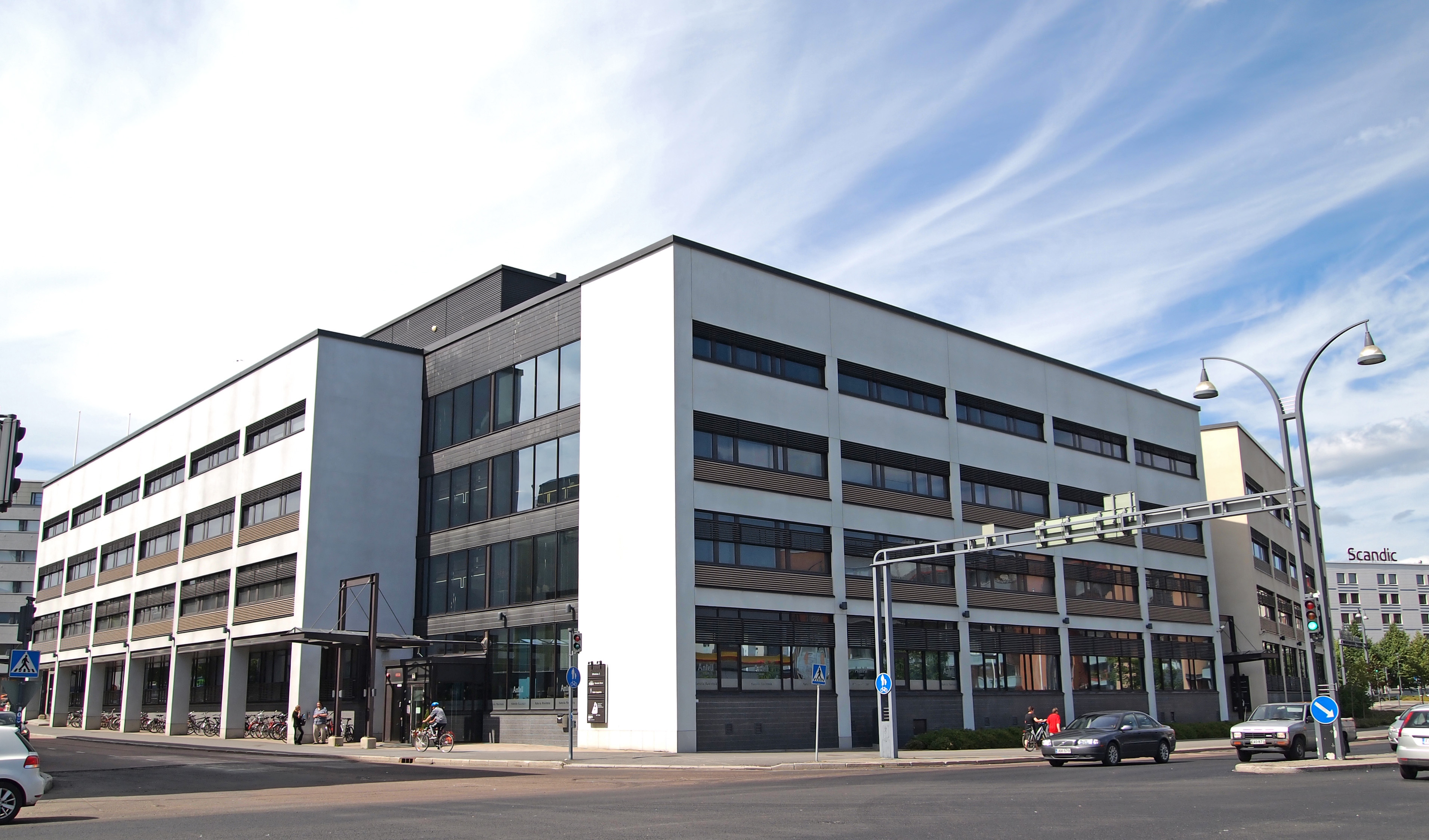
Coin des rues Urhonkatu et Hannikaisenkatu.
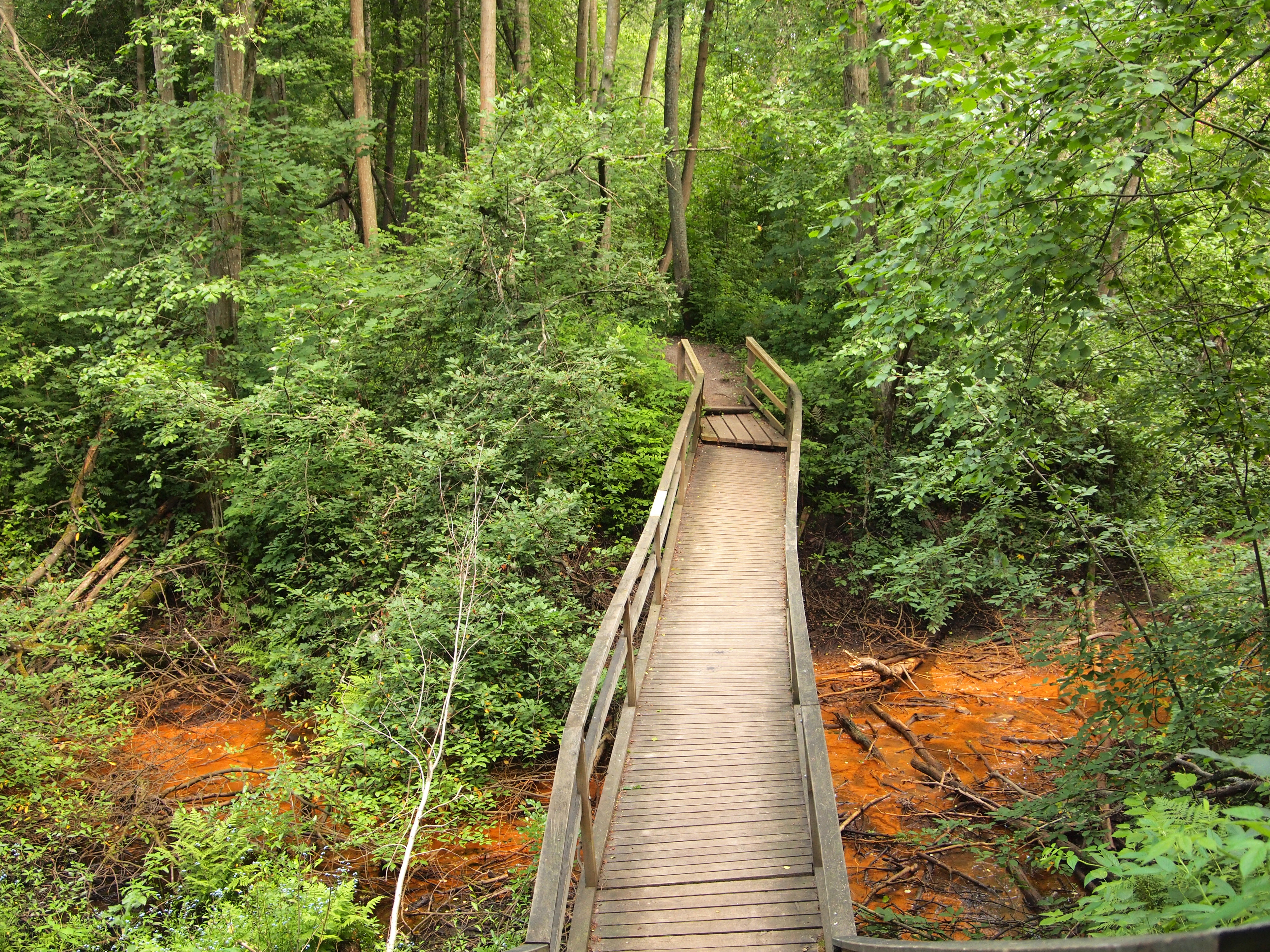
Sentier de randonnée de Tourujoki.
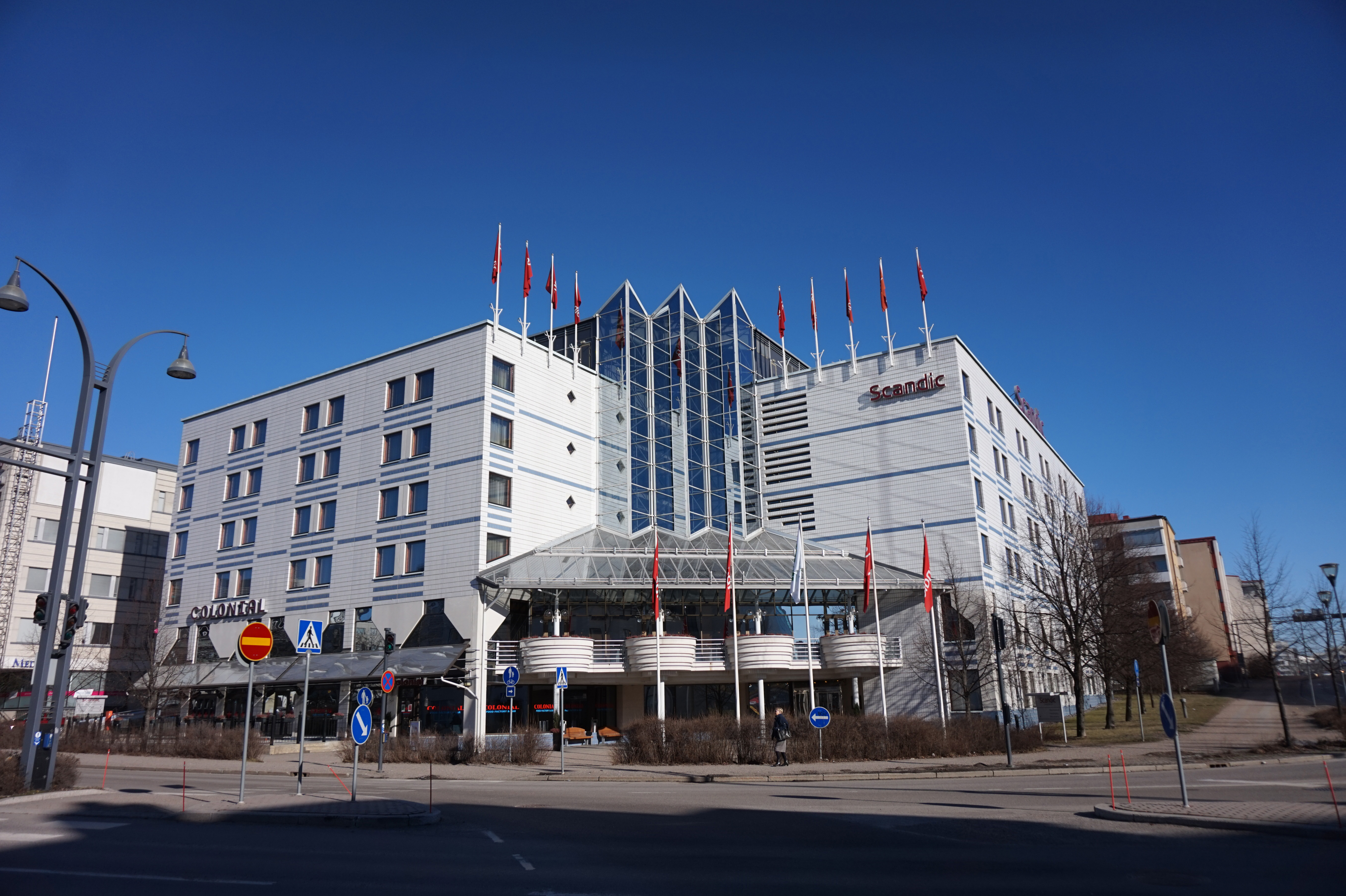
Hôtel Scandic .

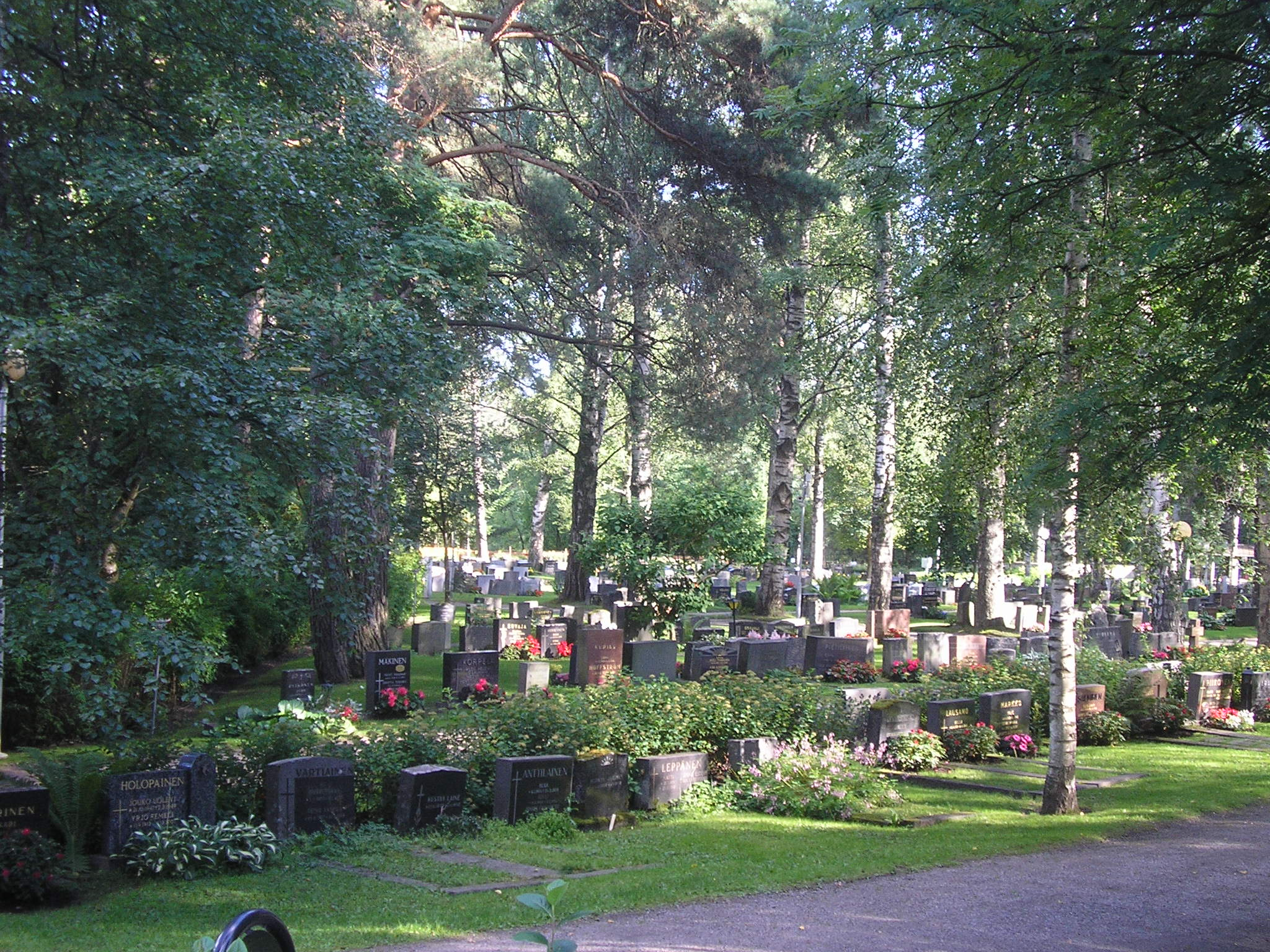
Ancien cimetière de Jyväskylä.
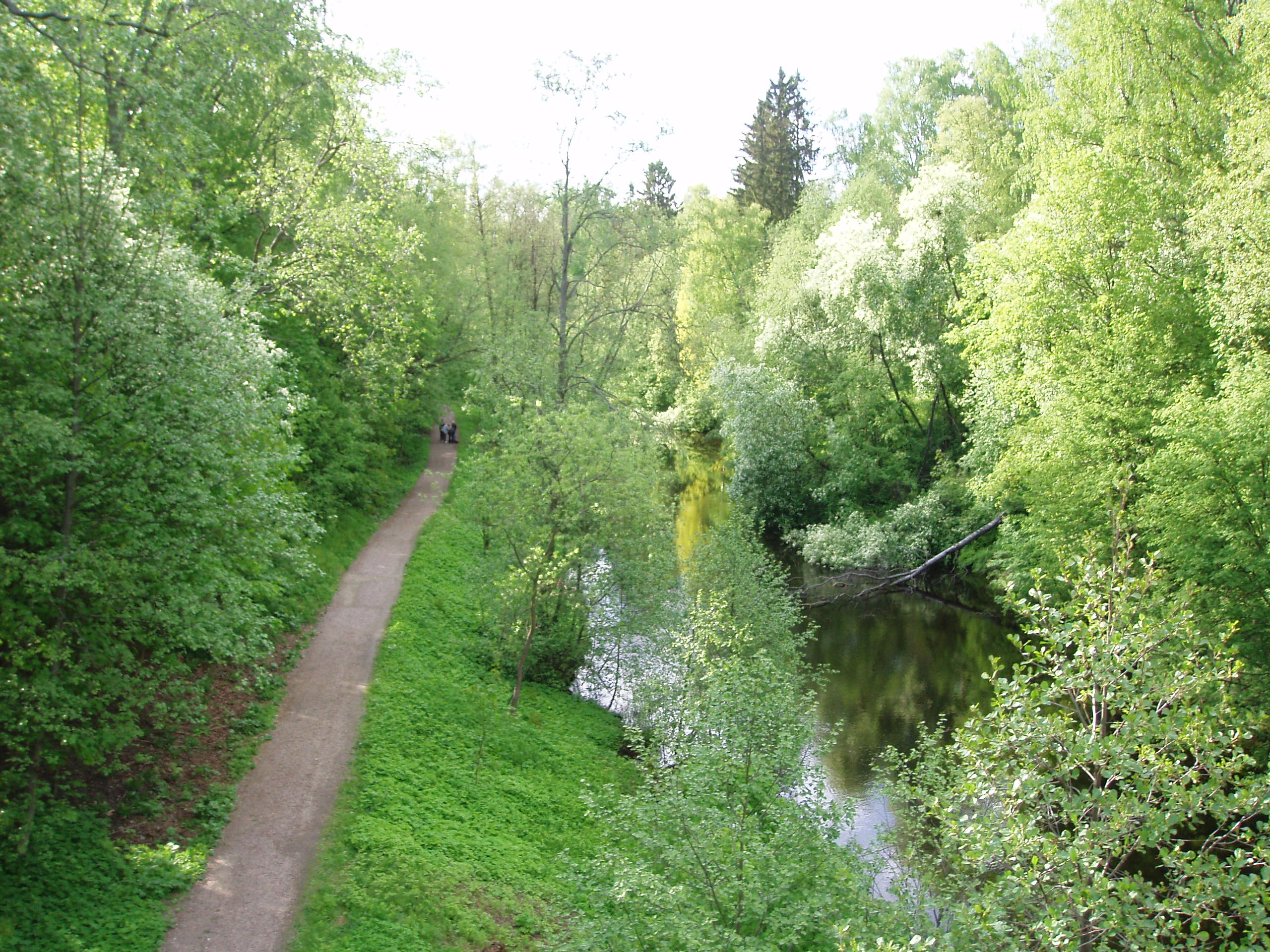
La rivière Tourujoki.
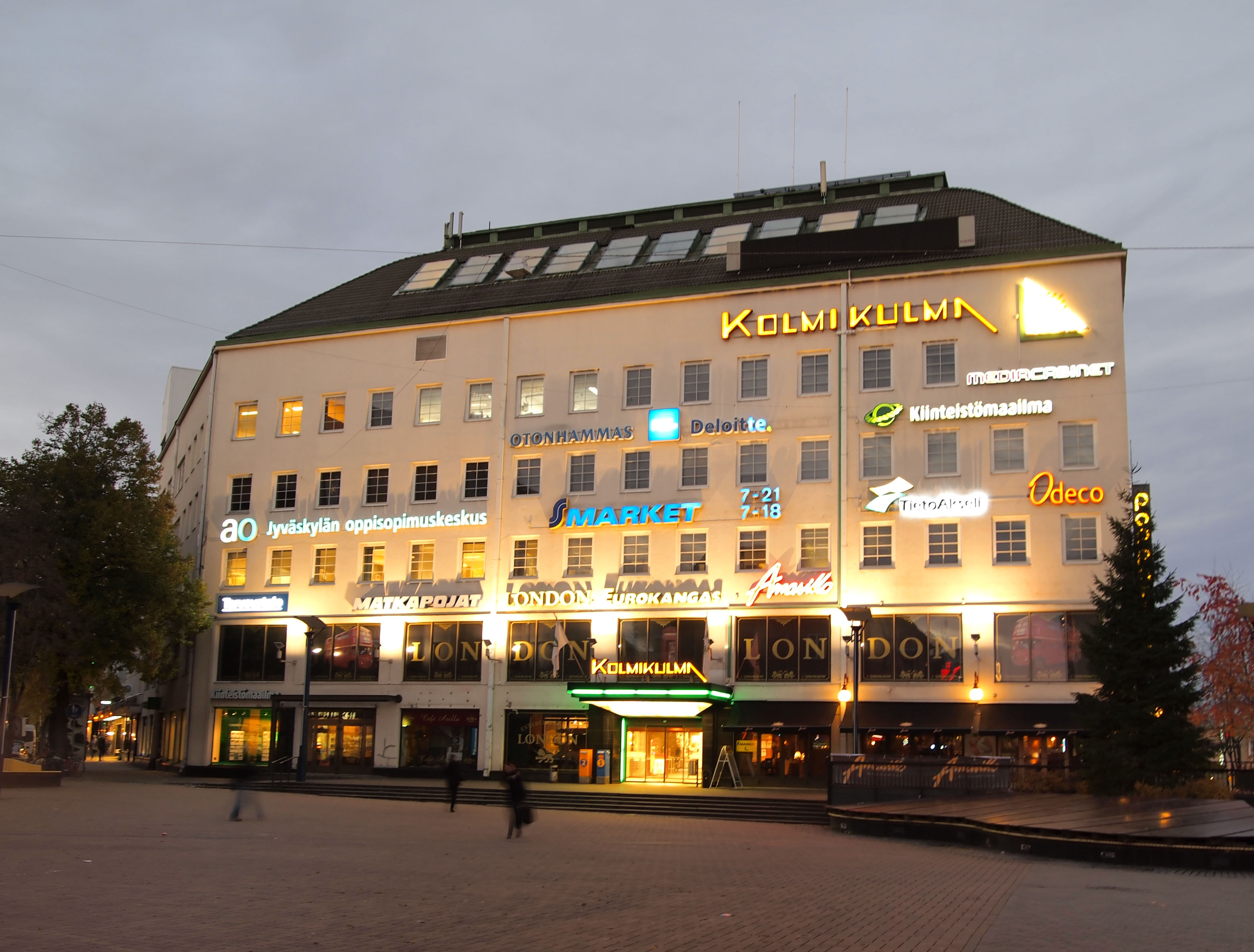
Centre commercial Kolmikulma.